# Catedral de San Sebastián (Bacólod)
La Catedral de San Sebastián o simplemente Catedral de Bacólod es una iglesia de finales del siglo XIX en la ciudad de Bacólod, Negros Occidental en las Filipinas. Es la sede de la diócesis de Bacólod.
Un pequeño pueblo habitado por malayos llamados Magsungay se puso bajo la protección de San Sebastián por los primeros misioneros españoles cristianos durante la década de 1700. Este pueblo fue más tarde llegó a ser conocido como San Sebastián de Magsungay y fue puesto bajo el gobierno de Bernardo de los Santos.
El padre Julian (o Juan) Gonzaga, de Barcelona, España, el párroco de 1818-1836, construyó la iglesia original en 1825. Estaba hecha de madera con techo de hierro galvanizado. La construcción de la estructura en su forma actual comenzó el 27 de abril de 1876 bajo la dirección del P. Mauricio Ferrero, fue completada solo en 1882.

## Véase también

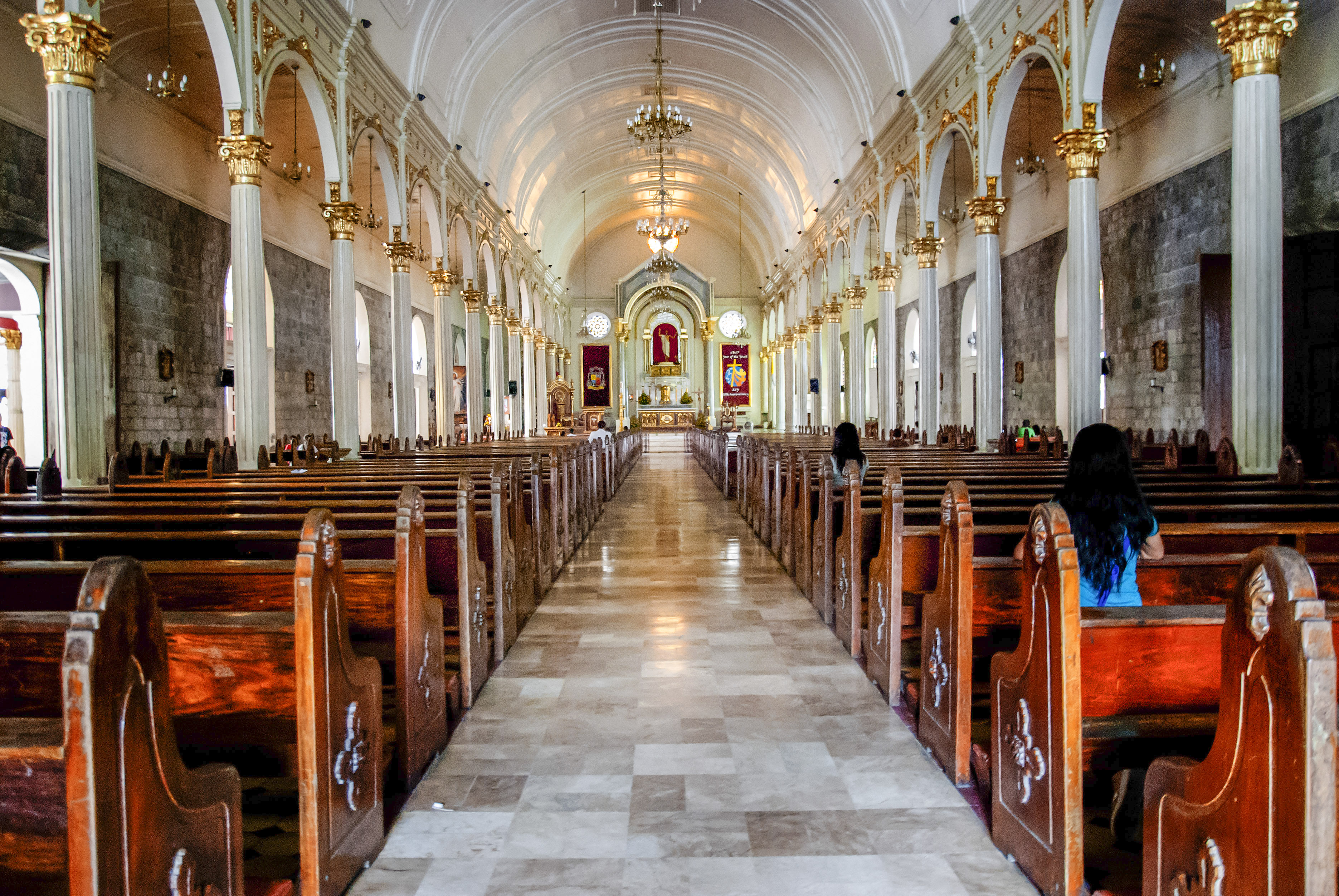
Vista interna